# Christiane Schmidt (Fußballspielerin)
Christiane Schmidt ist eine ehemalige deutsche Fußballspielerin.

## Karriere
Schmidt gehörte dem FC Bayern München als Stürmerin an. Während ihrer Vereinszugehörigkeit erreichte sie mit ihrer Mannschaft 1985 das Finale um die Deutsche Meisterschaft und 1988 das um den DFB-Pokal.
In dem am 30. Juni im Duisburger Stadion an der Westender Straße gegen den gastgebenden KBC Duisburg ausgetragenen und mit 0:1 verlorenen Spiel wurde sie in der 80. Minute – gemeinsam mit Evi Wiertelotz – eingewechselt.
Das am 28. Mai 1988 im Berliner Olympiastadion als Vorspiel zum Männerfinale ausgetragene Finale um den Vereinspokal, das sie mit ihrer Mannschaft – nach drei Siegen ohne Gegentor zuvor – erreichte, wurde gegen den TSV Siegen mit 0:4 verloren.

## Erfolge
- Zweiter der Deutschen Meisterschaft 1985
- DFB-Pokal-Finalist 1988